# Zaporożskaja
Zaporożskaja (ros. Запорожская) – stanica w Rosji, w Kraju Krasnodarskim, w rejonie tiemriukskim. Według danych z 2010 roku zamieszkiwana przez 1524 osoby.